# Osimertinib
L'osimertinib est un médicament de type inhibiteur de tyrosine kinase, dirigé contre le récepteur de l'EGF et utilisé dans le traitement de certains cancers (chimiothérapie). Ce médicament a obtenu une autorisation de mise sur le marché de l'agence européenne du médicament  le 2 février 2016 (EU/1/16/1086/001) au bénéfice du laboratoire Astra Zeneca. Il est disponible sous le nom de spécialité Tagrisso dosée à 40 et 80 mg. En France la boîte de 30 comprimés de 40 mg est vendue 5 669,07 € (1er juillet 2020) et remboursée à 100 % par l'assurance-maladie. La haute autorité de santé considère que le bénéfice médical est important.

## Mode d'action
Contrairement aux inhibiteurs du récepteur de l'EGF de première génération, il est actif sur des formes mutées de ce dernier.

## Efficacité
Donné par voie orale, il passe la barrière hémato-encéphalique permettant une certaine action sur les métastases cérébrales.
Dans le cancer bronchique non à petites cellules  avec mutation T790M, l'osimertinib s'avère plus efficace que l'association pémétrexed-cisplatine,. Le dépistage de cette mutation semble par ailleurs moins primordial puisque la molécule est active également dans d'autres mutations. Il fait également mieux que le géfitinib ou que l'erlotinib en termes de durée de rémission et de survie.

## Indication
Le 26 avril 2018, l'osimertinib (nom commercial : Tagrisso) a obtenu une nouvelle autorisation de mise sur le marché (AMM) européenne en monothérapie dans le traitement de première ligne des patients adultes atteints d’un cancer bronchique non à petites cellules (CBNPC) localement avancé ou métastatique avec mutations activatrices du récepteur du facteur de croissance épidermique (EGFR),.
Jusqu’à cette date, l'osimertinib était indiqué uniquement dans le traitement des patients adultes atteints d’un CBNPC localement avancé ou métastatique, avec mutation EGFR T790M.